# Ninón Sevilla
 (janvier 2009).
Si vous disposez d'ouvrages ou d'articles de référence ou si vous connaissez des sites web de qualité traitant du thème abordé ici, merci de compléter l'article en donnant les références utiles à sa vérifiabilité et en les liant à la section « Notes et références ».
Pour les articles homonymes, voir Sevilla.
Ninón Sevilla, de son vrai nom Emilia Perez Castellanos, est une actrice mexicaine, d'origine cubaine, née à La Havane le 10 novembre 1929, et morte à Mexico le 1er janvier 2015 .

## Biographie
Grande admiratrice de Ninon de Lenclos, elle lui emprunte son prénom pour faire du cinéma, et y adjoint le nom de Sevilla en hommage à la ville de la musique et de la danse.
Élevée par une tante dans un quartier populaire de La Havane, elle est, dès son adolescence, remarquée pour sa grâce et son extraordinaire vitalité. Lors d'un gala de charité réunissant les noms les plus prestigieux du monde du spectacle et organisé en France en 1952, elle se voit désignée comme l'actrice ayant « les plus belles jambes du monde » titre jusqu'alors tacitement détenu par Marlene Dietrich.
Elle débute dans des cabarets de La Havane dans les années 1940 où elle se produit dans des numéros de danse. Puis elle se rend à Mexico en 1946 et entame une carrière cinématographique. Blonde, pulpeuse, la sexualité agressive, elle tourne dans des mélodrames où elle incarne une cabaretière que la société décadente tente d'asservir.
Elle est la reine du mambo et de la rumba et durant près de quinze ans tient le haut de l'affiche. Elle chorégraphie elle-même les ballets exotiques de ses films, et reste l'une des rarissimes stars mexicaines, avec María Félix et Dolores del Río dont les films se sont exportés.
Elle est aujourd'hui considérée comme une icône dans les pays d'Amérique Latine.
Pourtant les intellectuels français passent à côté de ces films. Ainsi, dans l'Index de la Cinématographie 1953, Pierre Robin écrit, à propos de Quartier Interdit : « Mélodrame au sujet invraisemblable, mais propre à émouvoir le public populaire ». Et aujourd'hui encore, Jean Tulard dans son dictionnaire du cinema englobe ce vaste mouvement cinématographique dans une notule consacrée à Alberto Gout qu'il expédie ainsi : « Il aime les mélodrames à base de sensualité : prostituées, maîtresses prêtes à se sacrifier, épouses infidèles. » 
Il est évident que c'est par méconnaissance de la réalité et du contexte mexicains que ces films sont qualifiés de purs nanars. Les héroïnes incarnées par Ninon Sevilla sont toutes en lutte contre une société corrompue où règnent le pouvoir de l'argent, les mafieux et un système politique au service des couches sociales les plus favorisées. Ces héroïnes sont certes victimes, mais ne se laissent pas malmener sans réagir, et ont toutes valeur d'exemple.
Ninon Sevilla a travaillé avec les plus grands artistes latins : les compositeurs Agustin Lara et Perez Prado, l'acteur Pedro Armendariz, le chef opérateur Gabriel Figueroa, le réalisateur Emilio Fernandez. Avec ce dernier, elle a tourné Quartier interdit (Victimas del Pecado), seul film salué par de rares critiques français de l'époque, parmi lesquels François Truffaut. En dehors de ce très bon long-métrage, Ninon Sevilla a également tourné Maison de Rendez-vous, Disparue à Rio, La Mulâtresse, et surtout Femmes interdites, probablement son meilleur film, réalisé par Alberto Gout, avec lequel elle collabora à six reprises.

## Filmographie
- 1947 : Carita de cielo de José Diaz Morales : une danseuse
- 1947 : La Pécheresse (Pecadora) de José Diaz Morales : Ninon
- 1948 : Señora tentacion de José Diaz Morales : Trini
- 1948 : La feria de Jalisco de Chano Urueta
- 1948 : Revancha d'Alberto Gout : Rosa
- 1949 : Coqueta de Fernando A. Rivero : Marta del Valle
- 1950 : L'Aventurière ou Maison de rendez-vous (Aventurera) d'Alberto Gout : Elena
- 1950 : Perdida de Fernando A. Rivero : Rosario Gomez / Norma
- 1951 : Femmes interdites (Sensualidad) d'Alberto Gout : Aurora Ruiz
- 1951 : Victimes du péché ou Quartier interdit (Víctimas del pecado) d'Emilio Fernandez : Violeta
- 1952 : La Professionnelle (No niego mi pasado) d'Alberto Gout : Rosa / Luisa
- 1952 : La Danseuse de Mexico (Mujeres sacrificadas) d'Alberto Gout : Gracierla Montero
- 1953 : Disparue à Rio (Aventura en Río) d'Alberto Gout : Alicia / Nelly
- 1954 : Rita, fille ardente ou Prends-moi dans tes bras (Llévame en tus brazos) de Julio Bracho : Rita Rosales
- 1954 : La Mulâtresse (Mulata) de Gilberto Martinez Solares : Caridad / Maria
- 1956 : Club de señoritas de Gilberto Martinez Solares : Lucero
- 1956 : Amor y pecado d'Alfredo B. Crevenna : Teresa
- 1957 : Yambao, fille de Satan (Yambao) d'Alfredo B. Crevenna : Yambao
- 1958 : Música de ayer de Juan de Orduña : Niña Pancha
- 1958 : Maratón de baile de René Cardona : la chanteuse
- 1959 : Mujeres de fuego de Tito Davison et Oswaldo Louzada
- 1981 : Las noches del Blanquita de Mario Hernandez
- 1984 : Noche de carnaval de Mario Hernandez : Ninon
- 1984 : Viva le chubasco de Mario Hernandez
- 1984 : El mexicano feo d''Alfredo B. Crevenna
- 1988 : El cabaretero y sus golfas de Raul Ramirez
- 1989 : Rumbera, caliente d'Alfredo B. Crevenna
- 1991 : Jovenes delincuentes de Mario Hernandez

## Anecdotes
Elle était l'une des actrices préférées d'Édith Piaf, qui demanda à la rencontrer lors d'un séjour à Mexico.
En 1955, Truffaut déclarait « il est évident que Ninon Sevilla ne danse pas pour la gloire, mais par plaisir ».
Le peintre Diego Rivera voulut la peindre nue, ce qu'elle refusa pour ne pas faire honte à sa famille.
C'est Ninon Sevilla qui découvrit le corps sans vie de Miroslava Stern, actrice mexicaine qui tourna notamment avec Luis Buñuel, et qui se suicida.
Elle est la grand-tante du réalisateur américain d'origine latine Joe Menendez (To Rob a Thief, 2007), né en 1969.